# Panca Kubu
Panca Kubu is een bestuurslaag in het regentschap Aceh Besar van de provincie Atjeh, Indonesië. Panca Kubu telt 187 inwoners (volkstelling 2010).